# Дрофинский сельский совет
Дрофинский сельский совет (укр. Дрофинська сільська рада, крымскотат. Mesit köy şurası) — административно-территориальная единица в Нижнегорском районе в составе АР Крым Украины (фактически до 2014 года), ранее до 1991 года — в составе Крымской области УССР в СССР.
Население по переписи 2001 года составляло 2173 человека. Расположен на юге района, в степном Крыму, недалеко от границы с Белогорским районом.
К 2014 году включал 3 села:
- Дрофино
- Стрепетово
- Ястребки

## История
Дрофинский сельский совет образован в период с 1 января по 1 июня 1977 года уже в современном составе. С 12 февраля 1991 года сельсовет в восстановленной Крымской АССР, 26 февраля 1992 года переименованной в Автономную Республику Крым.
С 21 марта 2014 года — аннексирован Россией. С 2014 года на месте сельсовета находится Дрофинское сельское поселение Республики Крым.